# The Love Flower
The Love Flower (Brasil: Flor de Amor ) é um filme mudo norte-americano em longa-metragem, do gênero dramático, dirigido e produzido por D. W. Griffith em 1920 e lançado por United Artist, empresa da qual Griffith foi um dos sócios-fundadores. 

## Elenco
- Richard Barthelmess
- Carol Dempster
- George MacQuarrie
- Anders Randolf
- Florence Short
- Crauford Kent[3]
- Adolph Lestina
- William James
- Jack Manning